# Аппер-Міраміші
Аппер-Міраміші (англ. Upper Miramichi) — сільська община в Канаді, у провінції Нью-Брансвік, у складі графства Нортамберленд.

## Населення
За даними перепису 2016 року, сільська община нараховувала 2218 осіб, показавши скорочення на 6,5%, порівняно з 2011-м роком. Середня густина населення становила 1,2 осіб/км².
З офіційних мов обидвома одночасно володіли 65 жителів, тільки англійською — 2 125. Усього 10 осіб вважали рідною мовою не одну з офіційних.
Працездатне населення становило 47,5% усього населення, рівень безробіття — 25,4% (39,2% серед чоловіків та 9,5% серед жінок). 92,3% осіб були найманими працівниками, а 5,5% — самозайнятими.
Середній дохід на особу становив $31 983 (медіана $24 695), при цьому для чоловіків — $39 153, а для жінок $25 009 (медіани — $32 480 та $19 584 відповідно).
34,9% мешканців мали закінчену шкільну освіту, не мали закінченої шкільної освіти — 30,2%, 34,9% мали післяшкільну освіту, з яких 16,5% мали диплом бакалавра, або вищий.
| Статево-вікова структура населення | Статево-вікова структура населення | Статево-вікова структура населення | Статево-вікова структура населення | Статево-вікова структура населення |
| ---------------------------------- | ---------------------------------- | ---------------------------------- | ---------------------------------- | ---------------------------------- |
|                                    |                                    |                                    |                                    |                                    |
| Всього                             | Всього                             | 49,7%50,3%                         |                                    |                                    |
| 0 — 14 років                       | 0 — 14 років                       |                                    | 12,9%                              | 12,9%                              |
| 15 — 64 років                      | 15 — 64 років                      |                                    | 58,4%                              | 58,4%                              |
| 65 і більше                        | 65 і більше                        |                                    | 28,7%                              | 28,7%                              |
| 85 і більше                        | 85 і більше                        |                                    | 3,2%                               | 3,2%                               |
| Середній вік (років)               | Середній вік (років)               | 47,848,6                           | 48,2                               | 48,2                               |
| Медіана (років)                    | Медіана (років)                    | 52,452,5                           | 52,5                               | 52,5                               |
| — чоловіки — жінки                 |                                    |                                    |                                    |                                    |

| Походження мешканців:     | Походження мешканців:     | Походження мешканців: | Походження мешканців: | Походження мешканців: |
| ------------------------- | ------------------------- | --------------------- | --------------------- | --------------------- |
| Походження                |                           |                       | осіб                  | %                     |
| Корінні американці        | Корінні американці        |                       | 65                    | 2.97%                 |
| Інше північноамериканське | Інше північноамериканське |                       | 1 320                 | 60.27%                |
| Європейське               | Європейське               |                       | 1 390                 | 63.47%                |
| британське                | британське                |                       | 1 335                 | 60.96%                |
| французьке                | французьке                |                       | 110                   | 5.02%                 |

| Зайнятість населення за галузями (за класифікацією NOC): | Зайнятість населення за галузями (за класифікацією NOC): | Зайнятість населення за галузями (за класифікацією NOC): | Зайнятість населення за галузями (за класифікацією NOC): | Зайнятість населення за галузями (за класифікацією NOC): |
| -------------------------------------------------------- | -------------------------------------------------------- | -------------------------------------------------------- | -------------------------------------------------------- | -------------------------------------------------------- |
|                                                          |                                                          |                                                          |                                                          |                                                          |
| Управління                                               | Управління                                               |                                                          | 5,6%                                                     | 5,6%                                                     |
| Бізнес, фінанси та адміністрування                       | Бізнес, фінанси та адміністрування                       |                                                          | 9,6%                                                     | 9,6%                                                     |
| Природничі та прикладні науки                            | Природничі та прикладні науки                            |                                                          | 5,1%                                                     | 5,1%                                                     |
| Охорона здоров'я                                         | Охорона здоров'я                                         |                                                          | 7,3%                                                     | 7,3%                                                     |
| Освіта, правозахист, муніципальні та урядові служби      | Освіта, правозахист, муніципальні та урядові служби      |                                                          | 11,3%                                                    | 11,3%                                                    |
| Роздрібна торгівля та послуги                            | Роздрібна торгівля та послуги                            |                                                          | 22%                                                      | 22%                                                      |
| Гуртова торгівля, транспорт та обладнання                | Гуртова торгівля, транспорт та обладнання                |                                                          | 23,2%                                                    | 23,2%                                                    |
| Природні ресурси, сільське господарство                  | Природні ресурси, сільське господарство                  |                                                          | 8,5%                                                     | 8,5%                                                     |
| Виробництво                                              | Виробництво                                              |                                                          | 7,3%                                                     | 7,3%                                                     |

## Клімат
Середня річна температура становить 4,5°C, середня максимальна – 23,1°C, а середня мінімальна – -17,5°C. Середня річна кількість опадів – 1 152 мм.
| Клімат поселення                              | Клімат поселення | Клімат поселення | Клімат поселення | Клімат поселення | Клімат поселення | Клімат поселення | Клімат поселення | Клімат поселення | Клімат поселення | Клімат поселення | Клімат поселення | Клімат поселення | Клімат поселення |
| Показник                                      | Січ.             | Лют.             | Бер.             | Квіт.            | Трав.            | Черв.            | Лип.             | Серп.            | Вер.             | Жовт.            | Лист.            | Груд.            |                  |
| Середній максимум, °C                         | −4,08            | −2,46            | 3,10             | 9,46             | 16,67            | 22,21            | 23,11            | 22,26            | 17,15            | 11,08            | 4,88             | −2,9             |                  |
| Середня температура, °C                       | −10,8            | −9,18            | −3,62            | 2,75             | 9,96             | 15,51            | 18,82            | 17,97            | 12,87            | 6,80             | 0,61             | −7,19            |                  |
| Середній мінімум, °C                          | −17,5            | −15,88           | −10,32           | −3,96            | 3,26             | 8,80             | 14,54            | 13,69            | 8,58             | 2,51             | −3,68            | −11,47           |                  |
| Норма опадів, мм                              | 104              | 78               | 86               | 82               | 106              | 95               | 103              | 93               | 97               | 100              | 110              | 98               |                  |
| Середньомісячна швидкість вітру, м/с          | 3.50             | 3.54             | 3.75             | 3.68             | 3.41             | 2.98             | 2.70             | 2.60             | 2.80             | 3.18             | 3.35             | 3.45             |                  |
| Середньомісячна сонячна радіація, кДж/м²·день | 5300             | 8640             | 12324            | 15433            | 18287            | 20267            | 19866            | 17496            | 13018            | 8206             | 4849             | 4041             |                  |
| --------------------------------------------- | ---------------- | ---------------- | ---------------- | ---------------- | ---------------- | ---------------- | ---------------- | ---------------- | ---------------- | ---------------- | ---------------- | ---------------- | ---------------- |
| Джерело:                                      |                  |                  |                  |                  |                  |                  |                  |                  |                  |                  |                  |                  |                  |